# Paul Hartmann (Politiker, 1869)
Paul Hartmann (* 30. Juni 1869 in Hückeswagen; † 18. November 1942 in Köln) war ein deutscher Politiker der DDP. Von 1929 bis 1930 war er der erste Oberbürgermeister der neu gegründeten Stadt Wuppertal.

## Leben
Paul Hartmann wurde am 30. Juni 1869 als Sohn eines Prokuristen in Hückeswagen geboren. Nach seinem Jurastudium an den Universitäten Bonn und Berlin arbeitete er ab 1892 als Gerichtsreferendar und ab 1896 als Gerichtsassessor in Lennep. Während seines Studiums wurde er Mitglied beim Verein Deutscher Studenten zu Bonn. Im Jahr 1899 wurde er Hilfsrichter in Elberfeld und am 17. Juli 1900 Beigeordneter Richter in der Nachbarstadt Barmen. Er promovierte im Jahr 1905 zum Dr. jur. und wurde am 1. Mai 1907 erster Beigeordneter Richter in Barmen, was er bis zum 14. November 1912 blieb.

## Bürgermeister

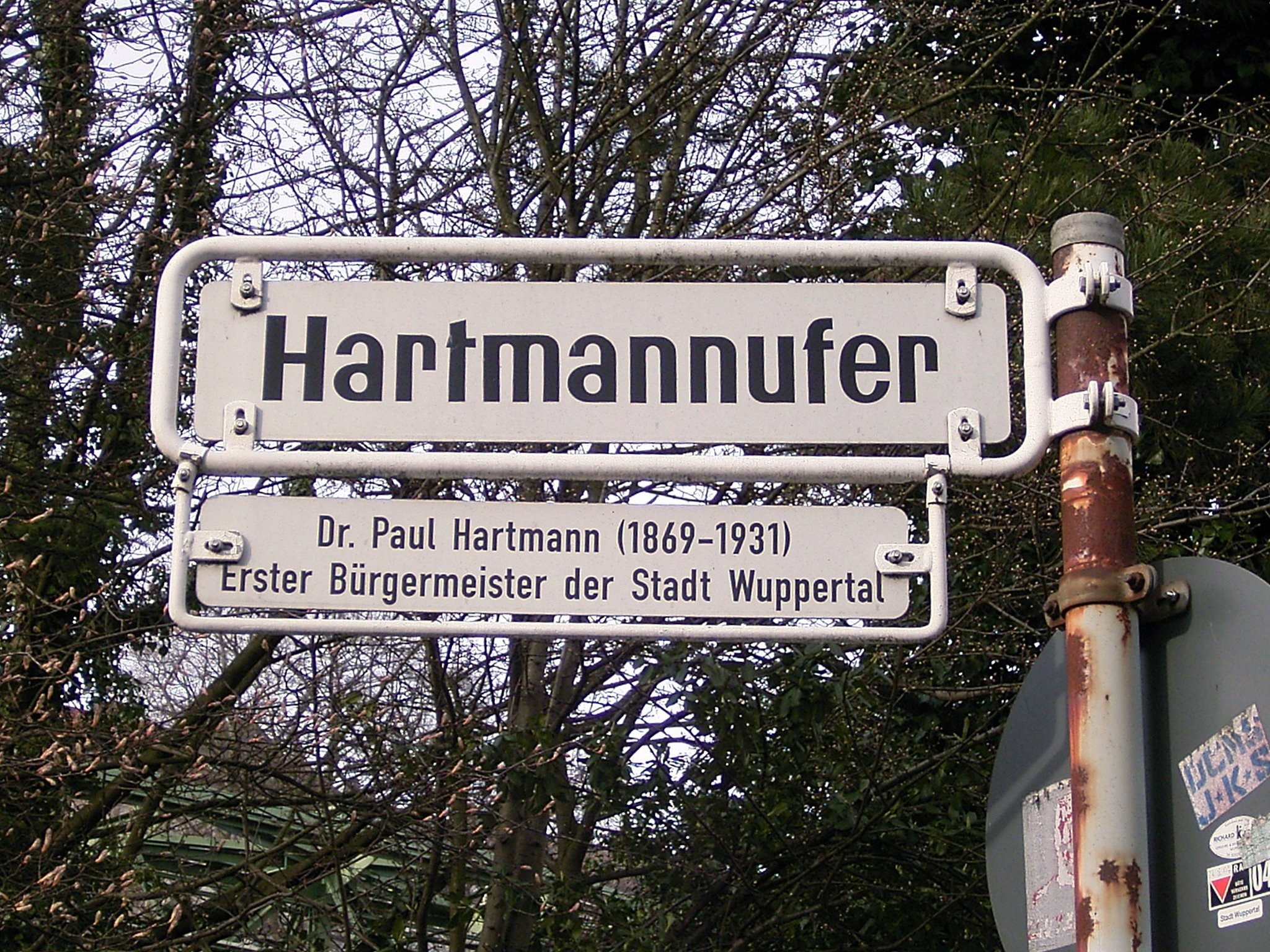
Straßenschild des nach Hartmann benannten Hartmannufers

Am 20. September 1912 wurde Hartmann zum Oberbürgermeister von Barmen gewählt. Obwohl er dieses Amt offiziell erst am 14. November antrat, leitete er bereits ab dem 1. Oktober alle Geschäfte. Bis 1918 vertrat Hartmann seine Stadt im preußischen Herrenhaus. In der Zeit von 1913 bis 1929 war er Abgeordneter im Provinziallandtag der preußischen Rheinprovinz für Barmen. Am 4. März 1924 wurde er als Oberbürgermeister wiedergewählt und blieb dies bis zum 31. Juli 1929. Nach dem Zusammenschluss der Städte Elberfeld und Barmen wurde er ab dem 1. August 1929 kommissarisch Oberbürgermeister von Barmen-Elberfeld. Nachdem im Laufe des Jahres die Umbenennung in Wuppertal erfolgt war, wurde er bei der Wahl am 20. Dezember 1929 offiziell zum ersten Oberbürgermeister von Wuppertal gewählt und trat dieses Amt am 25. Januar 1930 an. Er blieb bis zum 15. Januar 1931 Oberbürgermeister von Wuppertal und trat anschließend zurück. Er zog 1931 nach Bad Godesberg.